# Reagente de Melzer
O reagente de Melzer, também conhecido como solução de Melzer, é um reagente químico usado por micologistas para ajudar na identificação de fungos.

## Composição
O reagente de Melzer é uma solução aquosa de hidrato de cloral, iodeto de potássio e iodo. Dependendo da formulação, que consiste em cerca de 2,50 a 3,75% de iodeto de potássio e 0,75 a 1,25% de iodo, com a solução sendo 50% de água e 50% de hidrato de cloral. O reagente é tóxico para os seres humanos se ingerido, devido à presença de iodo e hidrato de cloral.
Reagente de Melzer é parte de uma classe de reagentes contendo iodo/iodeto de potássio utilizados em biologia; a solução de Lugol é um outro reagente desse tipo.